# Alegeri legislative în Țările de Jos, 1952
Alegerile generale a Camerei Reprezentanților a Parlamentului Olandez au avut loc în Olanda la 25 iunie,1952.

## Sumarul Național
| Partid                                          | %    | Locuri |
| ----------------------------------------------- | ---- | ------ |
| Partidul Laburist                               | 29.0 | 30     |
| Partidul Popular Catolic                        | 28.7 | 30     |
| Partidul Anti-Revoluționar                      | 11.3 | 12     |
| Uniunea Creștină                                | 8.9  | 9      |
| Partidul Popular pentru Libertate și Democrație | 8.8  | 9      |
| Partidul Comunist Olandez                       | 6.2  | 6      |
| Partidul National Catolic                       | 2.7  | 2      |
| Partidul Reformat Politic                       | 2.4  | 2      |
| Total                                           | -    | 100    |

## Partidele
- Partidul Anti-Revoluționar;
- Partidul Național Catolic;
- Partidul Popular Catolic;
- Uniunea Creștină;
- Partidul Comunist Olandez;
- Partidul Laburist;
- Partidul Popular pentru Libertate si Democrație;
- Partidul Reformat Politic;